# Susana Trimarco
Susana Trimarco là một phụ nữ nội trợ Argentina, nổi tiếng và được vinh danh nhờ những hoạt động hỗ trợ giải cứu nhiều cô gái bị bắt cóc ở nước này.
Bà là mẹ của María de los Angeles Verón (Marita), một thanh nữ người Argentina từ các tỉnh phía đông bắc của tỉnh Tucumán, mà theo lời khai của các nhân chứng, đã bị bắt cóc và bị cưỡng bức làm gái mại dâm vào năm 2002. Người mẹ đã dành nhiều năm tìm kiếm cô con gái bị bắt cóc bởi một băng nhóm buôn bán người và vẫn chưa tìm ra, nhưng trong lúc đó bà đã cứu nhiều cô gái bị ép buộc bán dâm khác, cũng như góp phần tác động đạt được những tiến bộ trong khuôn khổ luật pháp, "chiến dịch một-phụ nữ cách đây một thập niên đã phát triển thành một phong trào và Trimarco ngày nay là một anh hùng đối với hàng trăm cô gái mà bà đã cứu khỏi các đường dây mại dâm Argentina".

## Cuộc sống
Con gái của bà Susana Trimarco là  Marita (tên khai sinh: María de los Angeles) đã bị bắt cóc tại Tucumán vào ngày 03 Tháng tư năm 2002, lúc đó Marita 23 tuổi và là mẹ của một bé gái 2 tuổi và đang trên đường đến một bác sĩ để khám theo hẹn, theo lới một nhân chứng, cô đã bị kéo vào một chiếc xe hơi màu đỏ. Người ta tin rằng cô bị ép buộc làm gái mại dâm và bắt sử dụng ma túy để dễ sai khiến.
Bà Trimarco nguyên là một người nội trợ và ít khi chú ý đến tin tức bên ngoài. Nhưng vì trong việc cố gắng để tìm thấy con gái Marita, bà bắt đầu  ăn mặc như một cô gái điếm và tìm cách thâm nhập những nhà thổ và động mại dâm. Nhiều lần bà đã bị đe dọa hoặc nhận được những manh mối giả với mục đích đánh lừa. Điều tra của bà dẫn đến việc phát hiện nhiều  phụ nữ khác bị tước mất tự do. Bà kể về cuộc điều tra của bà: "Tôi sống vì điều ấy", "Tôi không còn cuộc sống nào khác, và thật sự đó là một cuộc sống rất buồn, rất ác nghiệt mà tôi ước không xảy ra với bất kỳ ai".
Năm 2007, bà thành lập Quỹ María de los Angeles (Fundación María de los Angeles)  để giải cứu những cô gái bị bắt cóc ở Argentina. Từ đó đã giải thoát được hơn 900 cô gái bị giam giữ.
Năm 2008, bà đã được trao giải thưởng "Cristo Rey" của nhóm Hành động Công giáo Argentina (Argentinian Catholic Action), cho những nỗ lực của bà và làm việc kiên trì trong cuộc chiến chống nạn buôn người và mại dâm.
Cũng trong năm 2008, những nỗ lực của bà Trimarco đưa đến việc Argentina chính thức ra luật  cấm buôn bán người, và dẫn đến 3.000 người được cứu thoát khỏi bọn buôn người ở Argentina.
Vào tháng Hai và tháng 3 năm 2012, Susana Trimarco làm chứng (cùng với hơn 150 nhân chứng khác)  tại phiên tòa xét xử 13 người, bao gồm cả người trong ngành công an và thẩm phán, những người đã bị buộc tội bắt cóc Marita Veron và bán cho bọn buôn người. Nhưng tất cả các bị cáo đã được tha bổng vào ngày 12 Tháng 12 năm 2012 vì thiếu bằng chứng
Cho đến nay, bà đã cứu được hàng trăm cô gái bị cưỡng bức làm gái mại dâm và nô lệ tình dục. Hiện nay, mặc dù vẫn tiếp tục bị nhận những mối đe dọa thủ tiêu, bà vẫn sẵn sàng làm chứng cho việc tố cáo các tội phạm buôn người.

## Pháp luật
Trong năm 2008, một luật chống buôn bán người đã được thông qua, và một văn phòng cứu hộ đã được thành lập trong Bộ Tư pháp và Nhân quyền Argentina để giám sát việc phòng ngừa và điều tra tội phạm buôn bán người và cung cấp trợ giúp pháp lý cho các nạn nhân.
Từ tháng 7 năm 2011, chính phủ Argentina cấm quảng cáo mại dâm trên báo chí và các phương tiện thông tin đại chúng khác.

## Giải thưởng
Ngày 08 Tháng 3 năm 2007, Bộ Ngoại giao Hoa Kỳ đã vinh danh Susana Trimarco với Giải quốc tế cho Phụ nữ dũng cảm. Trong buổi lễ trao giải thưởng, Bộ trưởng Ngoại giao Condoleezza Rice đã phát biểu:
| “ | Bà Susana Trimarco de Veron đã phải đối mặt với nguy hiểm và các mối đe dọa trong những nỗ lực của mình để chống lại nạn buôn người và tìm lại con gái, người đã bị bắt cóc bởi những kẻ buôn người. Tuyệt vọng để tìm con gái mất tích của bà, bà Trimarco đặt mình trong tình huống nguy hiểm, cải trang thành một cô gái mại dâm, lưu lạc các quán bar và ngõ hẻm tìm kiếm bất cứ ai có thể biết nơi ở của cô con gái. Mặc dù có những chỉ dẫn sai và những đe dọa giết, bà đã phát hiện ra bằng chứng của các mạng lưới buôn bán người, hoạt động tại các tỉnh Argentina như La Rioja, Tucuman, Buenos Aires, Cordoba, và Santa Cruz. Nhờ công việc của bà Trimarco, nạn buôn bán người hiện nay đã được sự chú ý của công chúng và chính phủ ở Argentina, và các nạn nhân đang được khuyến khích để tố cáo tội phạm | ” |

Thượng viện quốc gia Argentina cũng  vinh danh bà Susana Trimarco với giải thưởng Premio Domingo Faustino Sarmiento cho công việc của bà trong việc thúc đẩy các quyền con người. Ngày 9/12/2012, Tổng thống Cristina Fernandez đã trao cho bà một giải thưởng về Nhân quyền trước sự chứng kiến của hàng trăm nghìn người ở Plaza de Mayo.
Ngày 14 tháng 3 năm 2012, chính phủ Canada vinh danh bà Trimarco với Giải thưởng John Diefenbaker luật sư bảo vệ Nhân quyền và Tự do (John Diefenbaker Defender of Human Rights and Freedom Award).

## Truyền thông
Loạt phim truyện truyền hình Telenovela ăn khách Vidas Robadas (Những mảnh đời bị đánh cắp) với 134 tập chiếu trên đài truyền hình Telefe năm 2008, được lấy cảm hứng bởi vụ án này.
Susana Trimarco cũng là chủ đề của một bộ phim tài liệu năm 2009 "Fragmentos de una Búsqueda" (Những mảnh vụn của một cuộc tìm kiếm), của đạo diễn Pablo Milstein và Norberto Ludín.

### Liên kết (tiếng Anh)
- "Confronting Argentina's people-traffickers", by Vladimir Hernandez, BBC News, ngày 2 tháng 4 năm 2012.
- "The Marita Effect: Documenting Human Trafficking in Argentina", by Jess Cotton, The Argentina Independent, ngày 14 tháng 3 năm 2012 Lưu trữ ngày 7 tháng 1 năm 2018 tại Wayback Machine
- "Sex-trafficking Case Reopens in Tucumán", by Robin Minchom, The Argentina Independent, ngày 6 tháng 3 năm 2012 Lưu trữ ngày 18 tháng 9 năm 2012 tại Wayback Machine
- "Susana Trimarco, Marita Veron’s mother, will continue her testimony today", M24Digital, Feb. 18. 2012 Lưu trữ ngày 30 tháng 12 năm 2013 tại Wayback Machine
- "Distraught mother busts lid wide open on Argentinean human trafficking", Catholic Online, 2/18/2012 Lưu trữ ngày 31 tháng 12 năm 2013 tại Wayback Machine
- "Searching for Marita", Reader's Digest, by Daniel Rome Levine, (date ?) Lưu trữ ngày 23 tháng 11 năm 2010 tại Wayback Machine
- "Trial Sheds Light on Trafficking of Women in Argentina", by Marcela Valente, ngày 16 tháng 2 năm 2012
- "Human trafficking in Argentina", Guardian Weekly, Monday ngày 20 tháng 4 năm 2009
- "Argentine mom seeks daughter forced into prostitution", by Brian Byrnes, CNN.com International, ngày 18 tháng 9 năm 2008
- "ARGENTINA: WORKING WITH TIP ACTIVIST SUSANA TRIMARCO: US Embassy Diplomatic Cables from WikiLeaks" (unclassified), Mar. 20, 2008 Lưu trữ ngày 30 tháng 12 năm 2013 tại Wayback Machine
- "Argentine Woman Fights Trafficking with Indomitable Hope: U.S. recognition helps mother highlight Argentina’s human slavery problem", by Jane Morse, USINFO Archives, ngày 11 tháng 6 năm 2007
- 2007 Trafficking in Persons Report: Heroes Acting to End Modern-Day Slavery, U.S. Department of State, ngày 12 tháng 6 năm 2007

### Liên kết (Tiếng Tây Ban Nha)

#### Đề xuất đề cử cho giải Nobel Hòa bình
- "Proponen a Trimarco para el Nobel de la Paz", Perfil, 26 abril, 2012 Lưu trữ ngày 4 tháng 3 năm 2016 tại Wayback Machine [Translation: The Argentina Federation of Bar Associations (FACA) approved supporting the nomination of Susana Trimarco, Marita Veron's mother for the 2013 Nobel Peace Prize.  At its first board meeting of 2012, the FACA-entity that has eighty bar association affiliates across the country, decided to propose as a candidate for this award, Marita's mother, who has became a standard-bearer in the fight against trafficking in persons and sexual exploitation.]

#### Một số liên kết về kỷ niệm 10 năm công việc tìm kiếm con gái (Tiếng Tây Ban Nha)
- "Marita Verón, a 10 años de su secuestro y desaparición", TN, Martes 3 de Abril del 2012 [Translation: Marita Veron, at 10 years after her kidnapping and disappearance, ngày 3 tháng 4 năm 2012]
- "10 años sin Marita Verón: abrazo al Congreso contra la trata", Terra, 03 de abril de 2012 "Por eso te pedimos nos acompañes el día martes 3 a las 20 hs enfrente a tribunales (Pasaje Vélez Sarsfield 450) a pedir justicia y aparición con vida por Marita" Lưu trữ ngày 8 tháng 4 năm 2012 tại Wayback Machine [Translation: 10 years without Marita Veron: sympathy march on Congress against trafficking", ngày 3 tháng 4 năm 2012. Photos of the march in Tucuman in front of the ministry of justice.]
- El informe completo sobre el caso de Marita Verón, por Ricardo Canaletti, Conste en Actas, Viernes 3 de febrero del 2012 Lưu trữ ngày 25 tháng 5 năm 2012 tại Wayback Machine [Translation: The full report on the case of Marita Veron"' Friday, ngày 3 tháng 2 năm 2012; blog by journalist Ricardo Canaletti, has video of various interviews in Spanish language, including Susana Trimarco.]
- "No habíamos quedado en que nunca más?"[liên kết hỏng] [Translation: Haven't we made it so that never again?, Lucía Sabaté blog, Feb. 13, cartoon]

#### Một số liên kết về vụ án năm 2012
- Aquí hay un link con noticias de los últimos días del juicio. [Translation: Here is a link with news of the last days of the March 2012 trial.]
- Aquí hay otra nota de un diario de Córdoba sobre cómo continúa el juicio. Translation: Here is another piece from a Córdoba daily on how the March 2012 trial continues.
- A much-publicized photo of Susana Trimarco at the trial.  Buenos Aires senator María Eugenia Estenssoro posted this photo of Susana Trimarco to her Facebook page.
- Caso Verón Lưu trữ ngày 24 tháng 6 năm 2008 tại Wayback Machine - Official Website for Marita, the missing daughter (Note: Contains some Spanish language transcripts of the March 2012 trial.)
- "Susana Trimarco aseguró que sólo la muerte detendrá la búsqueda de su hija", La Prensa, 08.02.2012.
- Susana Trimarco: la lucha de una madre. Lưu trữ ngày 18 tháng 4 năm 2012 tại Wayback Machine
- La mamá que se vistió de prostituta. Lưu trữ ngày 20 tháng 2 năm 2012 tại Wayback Machine
- Mujeres destacadas argentinas serán premiadas.